# Paravelleda bispinosa
Paravelleda bispinosa là một loài bọ cánh cứng trong họ Cerambycidae.